# Pleusymtes pulchella
Pleusymtes pulchella is een vlokreeftensoort uit de familie van de Pleustidae. De wetenschappelijke naam van de soort werd in 1876 voor het eerst geldig gepubliceerd door Georg Ossian Sars.